# Fu yung hai
Fu yung hai (chinês: 芙蓉蛋, pinyin: fu2 rong2 dan4, também escrito como ovo fooyung, ovo foo yong, ovo foo yung, ou ovo fu yung) é um prato de [[omelete][] da culinária sino-indonésia, sino-britânica e sino-estadunidense.
O nome do prato vem da língua cantonesa, e significa literalmente "ovo de hibisco". Os ovos foo yong são derivados de uma receita popular da província de Cantão, especialmente em Guangzhou. Acredita-se que a versão moderna na China surgiu em Xangai.

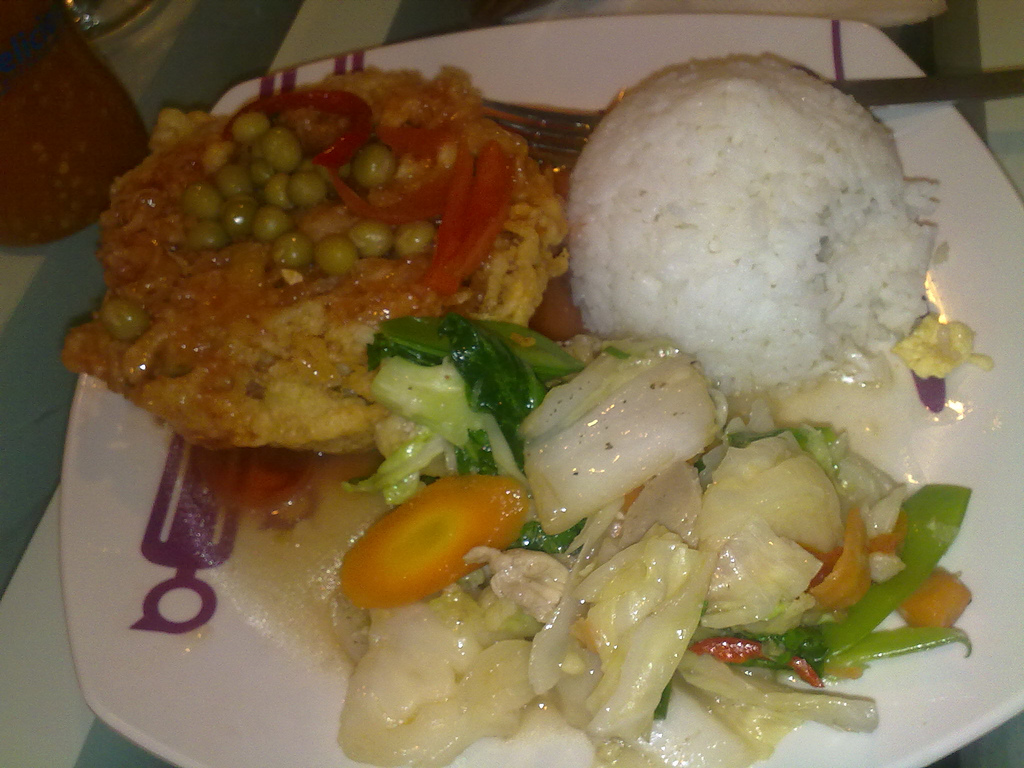
Fu yung hai sino-indonésio, servido com cap cai e arroz

## Preparação
O prato é preparado com ovos mexidos e, frequentemente, a adição de presunto picado. Ingredientes vegetais comuns incluem brotos de soja, brotos de bambu, fatias de repolho, cebolinha, cogumelos e castanhas d'água. Em versões com carne, geralmente usa-se carne de porco, camarão, frango, bovina, ou lagosta.
A versão original chinesa dos ovos fu yong utiliza exclusivamente carne de porco, misturada a brotos de bambu, cogumelos shiitake, cebolinhas e temperos variados, com adição de óleo de gergelim. No entanto, é muito mais comum encontrar a versão americanizada da omelete; o prato é muito mais facilmente encontrado em restaurantes chineses em países do Ocidente do que na própria China.
Nos países da América do Norte e no oeste Europeu, o prato geralmente é apresentado como uma omelete dobrada ao meio com os ingredientes misturados no próprio ovo, e coberta com molhos variados ou molho de carne. Chefes de cozinha chineses nos Estados Unidos criaram uma versão do prato similar à uma panqueca recheada com ovos, vegetais variados e carne ou frutos do mar.
Na Holanda, onde há uma relevante comunidade sino-indonésia (Chinees-Indisch), o prato é conhecido como foe yong hai, e geralmente é servido com um molho de tomate adocicado.

## Variações regionais
Na culinária sino-tailandesa, o prato simples de omelete é conhecido como Khai jiao, enquanto a versão que inclui carne de porco é chamada de khai yat sai.
No Japão, o prato é comumente feito com carne de caranguejo (kani-kama), e recebe o nome de kanitama-don, Fuyouhai, ou simplesmente kanitama.